# ITF Women's Circuit Bangkok
L'ITF Women's Circuit Bangkok è un torneo professionistico di tennis giocato su campi in cemento. Fa parte dell'ITF Women's Circuit. Si gioca annualmente a Bangkok in Thailandia.

## Albo d'oro

### Singolare
| Anno     | Campionessa        | Finalista           | Punteggio |
| -------- | ------------------ | ------------------- | --------- |
| 2011     | Misa Eguchi        | Lu Jia-jing         | 6-1, 6-1  |
| 2011 (2) | Luksika Kumkhum    | Ayu-Fani Damayanti  | 6-2, 6-2  |
| 2011 (3) | Luksika Kumkhum    | Peangtarn Pliphuech | 6-1, 6-0  |
| 2011 (4) | Marta Sirotkina    | Luksika Kumkhum     | 6–4, 6–3  |
| 2012     | Non disputato      |                     |           |
| 2013     | Peangtarn Plipuech | Nungnadda Wannasuk  | 6–0, 6–1  |

### Doppio
| Anno     | Campionesse                          | Finaliste                          | Punteggio            |
| -------- | ------------------------------------ | ---------------------------------- | -------------------- |
| 2011     | Li Ting, jr Ai Yamamoto              | Napatsakorn Sankaew Yang Zi        | 7–6(6), 6-4          |
| 2011 (2) | Jessy Rompies Grace Sari Ysidora     | Ayu-Fani Damayanti Lavinia Tananta | 3-6, 6-4, [10-5]     |
| 2011 (3) | Li Ting, jr Zhao Yi-jing             | Ayu-Fani Damayanti Lavinia Tananta | 6(2)–7, 6-4, [13-11] |
| 2011 (4) | Ting Li, Jr. Varatchaya Wongteanchai | Ayu-Fani Damayanti Lavinia Tananta | 5–7, 7–6(5), [10–5]  |
| 2012     | Non disputato                        |                                    |                      |
| 2013     | Ayu Fani Damayanti Lavinia Tananta   | Shiho Akita Akari Inoue            | 1–6, 6–4, [10–6]     |